# 御薗夢分斎
御薗 夢分斎（みその むぶんさい、1559年(永禄2年) - 1616年(元和2年)）は、戦国時代から江戸時代初期にかけての鍼医。出身地は陸奥国二本松とも近江国とも言われる。
禅僧を経て鍼医となり、打鍼法による夢分流を興した。

## 概要
夢分斎は禅僧として修行していた際、多賀法印より心得を授かった鍼術を、腹痛を長年患っていた母に試したところ効き目が現れたため、以後鍼医となって人々を救済したという。彼が興した夢分流鍼術は、経絡にこだわらずに邪気を探り当て、該当部位に小槌で金・銀の鍼を打ち込むというものであったという。また、『鍼道秘訣集』を著している。
弟子の御薗意斎は鍼博士となり、正親町天皇・後陽成天皇に仕えて御薗流創始者となった。